# Now That I've Found You
"Now That I've Found You" là một bài hát của DJ, nhà sản xuất người Hà Lan Martin Garrix, có sự góp giọng của giọng ca Thụy Điển John Martin và nhà sản xuất, nữ ca sĩ Michel Zitron. Bài hát được phát hành chính thức dưới dạng tải về kĩ thuật số vào ngày 11 tháng Ba năm 2016. Một video ca nhạc đã được phát hành sau đó trên YouTube.

## Thành phần bài hát
"Now That I've Found You" là phiên bản thanh nhạc của ca khúc "Don't Crack Under Pressure", giai điệu  của bài hát được tạo ra tại sự kiện DanceFair 2015. Nhịp độ của bài hát là 128 BPM.

## Vị trí trên bảng xếp hạng
| Bảng xếp hạng (2016)                          | Thứ tự cao nhất |
| --------------------------------------------- | --------------- |
| Áo (Ö3 Austria Top 40)                        | 70              |
| Pháp (SNEP)                                   | 106             |
| Hà Lan (Single Top 100)                       | 73              |
| Hoa Kỳ Hot Dance/Electronic Songs (Billboard) | 21              |
| Hoa Kỳ Dance/Mix Show Airplay (Billboard)     | 25              |

## Lịch sử phát hành
| Khu vực       | Ngày                | Dạng               | Nhãn đĩa    |
| ------------- | ------------------- | ------------------ | ----------- |
| Toàn thế giới | 11 tháng 3 năm 2016 | Tải về kỹ thuật số | STMPD RCRDS |